# یواس‌اس تالاهاتچی (۱۸۶۳)
یواس‌اس تالاهاتچی (۱۸۶۳) (به انگلیسی: USS Tallahatchie (1863)) یک کشتی بود که طول آن not known بود. این کشتی در سال ۱۸۶۳ ساخته شد.